# إريك كلابتون
اريك باتريك كلابتون (بالانجليزية: Eric Patrick Clapton; من مواليد 30 مارس 1945) هو عازف بلوز وروك ومغني وكاتب أغاني إنجليزي. حائز على رتبة الإمبراطورية البريطانية. كلابتون هو الشخص الوحيد الذي تم تكريمه في قاعة مشاهير الروك آند رول ثلاث مرات كمؤد منفرد وكذلك كعضو في فرق الروك في "ياردبيردز" و«كريم». يعتبر كلابتون من قبل النقاد والجماهير على حد سواء باعتباره واحد من أكثر عازفي الجيتار أهمية وتأثيرا على الإطلاق. وصنفته مجلة رولينج ستون في المرتبة الرابعة في قائمة "أعظم 100 عازف القيثار في التاريخ"  والمرتبة 53 على قائمة الخالدون: أعظم 100 ين في التاريخ".
وفي عام 2010، حل في المرتبة الرابعة على لائحة جيبسون لأفضل 50 لاعبي جيتار في التاريخ.
على الرغم من تفاوت أسلوبه الموسيقي طوال حياته المهنية، إلا أنه ظل دائما متجذرا في أغاني البلوز، على الرغم من هذا التجذر، كان له الفضل في الإبداع في طائفة واسعة من الأنواع. وتشمل هذه الأنواع البلوز الروك (مع جون مايال البلو بريكرز واليارد بيردو) والروك الخل (مع «كريم»). ولم يقتصر نجاح كلابتون على البلوز فقط، فقد اشتهر في الأغاني الحديثة المعاصرة مثل «دموع في الجنة» (Tears in Heaven) والريغي (مثل أعنية بوب مارلي «أطلقت النار على العمدة» (I Shot the Sheriff) كما يعود الفضل له في كثير من الأحيان لجلب الريغي وبوب مارلي إلى التيار الشعبي[6]. من أشهر أغانيه أغنية الحب «ليلى» التي قدمها مع فرقة «ديريك ودومينو»، وأغنية «مفترق الطرق» (CrossRoads) التي قدمها مع جينجر بايكر وجاك بروس ، والتي أصبحت أغنيته الأساسية منذ أيامه مع فريق كريم.

## روابط خارجية
- إريك كلابتون على موقع IMDb (الإنجليزية)
- إريك كلابتون على موقع الموسوعة البريطانية (الإنجليزية)
- إريك كلابتون على موقع مونزينجر (الألمانية)
- إريك كلابتون على موقع ألو سيني (الفرنسية)
- إريك كلابتون على موقع ميوزك برينز (الإنجليزية)
- إريك كلابتون على موقع رولينغ ستون (الإنجليزية)
- إريك كلابتون على موقع أول موفي (الإنجليزية)
- إريك كلابتون على موقع قاعدة بيانات برودواي على الإنترنت (الإنجليزية)
- إريك كلابتون على موقع قاعدة بيانات الأفلام السويدية (السويدية)
- إريك كلابتون على موقع إن إن دي بي (الإنجليزية)